# Тревіс Річардс
Тревіс Джон Річардс (англ. Travis John Richards, нар. 22 березня 1970, Кристал) — американський хокеїст, що грав на позиції захисника. Грав за збірну команду США. Брав участь у зимових Олімпійських іграх у 1994 році в Ліллегаммері. Його брат — Тодд Річардс, також був гравцем НХЛ. Хокейний клуб «Гренд-Репідс Гріффінс» закріпив за ним 24-й командний номер, також він є автором рекорду за кількістю проведених матчів за цю команду (655).

## Ігрова кар'єра
Хокейну кар'єру розпочав 1989 року.
1988 року був обраний на драфті НХЛ під 169-м загальним номером командою «Міннесота Норт-Старс».
Протягом професійної клубної ігрової кар'єри, що тривала 14 років, захищав кольори команд «Гренд-Репідс Гріффінс» та «Даллас Старс».
Загалом провів 3 матчі в НХЛ.
Виступав за збірну США.

## Статистика
| Сезон        | Клуб                      | Ліга         | Регулярний сезон | Регулярний сезон | Регулярний сезон | Регулярний сезон | Регулярний сезон | Плей-оф | Плей-оф | Плей-оф | Плей-оф | Плей-оф |
| Сезон        | Клуб                      | Ліга         | І                | Г                | П                | О                | ШХ               | І       | Г       | П       | О       | ШХ      |
| ------------ | ------------------------- | ------------ | ---------------- | ---------------- | ---------------- | ---------------- | ---------------- | ------- | ------- | ------- | ------- | ------- |
| 1989–90      | «Міннесота Голден Гоферс» | НСАА         | 45               | 4                | 24               | 28               | 38               |         |         |         |         |         |
| 1990–91      | «Міннесота Голден Гоферс» | НСАА         | 45               | 9                | 25               | 34               | 28               |         |         |         |         |         |
| 1991–92      | «Міннесота Голден Гоферс» | НСАА         | 44               | 10               | 23               | 33               | 65               |         |         |         |         |         |
| 1992–93      | «Міннесота Голден Гоферс» | НСАА         | 42               | 12               | 26               | 38               | 54               |         |         |         |         |         |
| 1993–94      | «Каламазу Вінгс»          | МХЛ          | 19               | 2                | 10               | 12               | 20               | 4       | 1       | 1       | 2       | 0       |
| 1994–95      | «Каламазу Вінгс»          | МХЛ          | 63               | 4                | 16               | 20               | 53               | 15      | 1       | 5       | 6       | 12      |
| 1994–95      | «Даллас Старс»            | НХЛ          | 2                | 0                | 0                | 0                | 0                |         |         |         |         |         |
| 1995–96      | «Мічиган К-Вінгс»         | МХЛ          | 65               | 8                | 15               | 23               | 55               | 9       | 2       | 2       | 4       | 4       |
| 1995–96      | «Даллас Старс»            | НХЛ          | 1                | 0                | 0                | 0                | 2                |         |         |         |         |         |
| 1996–97      | «Гренд-Репідс Гріффінс»   | МХЛ          | 77               | 10               | 13               | 23               | 83               | 5       | 1       | 3       | 4       | 2       |
| 1997–98      | «Гренд-Репідс Гріффінс»   | МХЛ          | 81               | 12               | 20               | 32               | 70               | 3       | 1       | 1       | 2       | 4       |
| 1998–99      | «Гренд-Репідс Гріффінс»   | МХЛ          | 82               | 9                | 23               | 32               | 84               |         |         |         |         |         |
| 1999–00      | «Гренд-Репідс Гріффінс»   | МХЛ          | 71               | 5                | 23               | 28               | 47               | 17      | 1       | 7       | 8       | 16      |
| 2000–01      | «Гренд-Репідс Гріффінс»   | МХЛ          | 75               | 5                | 30               | 35               | 42               | 10      | 0       | 5       | 5       | 8       |
| 2001–02      | «Гренд-Репідс Гріффінс»   | АХЛ          | 72               | 6                | 23               | 29               | 36               | 5       | 0       | 1       | 1       | 2       |
| 2002–03      | «Гренд-Репідс Гріффінс»   | АХЛ          | 73               | 6                | 21               | 27               | 52               | 15      | 0       | 4       | 4       | 6       |
| 2003–04      | «Гренд-Репідс Гріффінс»   | АХЛ          | 76               | 2                | 22               | 24               | 48               | 4       | 1       | 0       | 1       | 2       |
| 2004–05      | «Гренд-Репідс Гріффінс»   | АХЛ          | 35               | 1                | 3                | 4                | 30               |         |         |         |         |         |
| 2005–06      | «Гренд-Репідс Гріффінс»   | АХЛ          | 13               | 0                | 4                | 4                | 10               |         |         |         |         |         |
| Усього в НХЛ | Усього в НХЛ              | Усього в НХЛ | 3                | 0                | 0                | 0                | 2                | —       | —       | —       | —       | —       |